# Gimnaziul călugărilor minoriți din Șimleu Silvaniei
Gimnaziul franciscanilor minoriți din Șimleu Silvaniei a fost întemeiat în anul 1740. În anul 1827 a fost inaugurată noua clădire a școlii de băieți, care în prezent este monument istoric.